# Times Higher Education
Times Higher Education (THE), de 1971 à 2008 The Times Higher Education Supplement (The Times Higher ou The THES), est un journal mensuel domicilié à Londres spécialisé dans le domaine des études supérieures fondé en 1971 sur le modèle de Times Educational Supplement par The Thomson Corporation, qui possédait alors Times Newspaper Ltd. Racheté en 1981 par News Corporation, le groupe est revendu au fonds d'investissement Exponent en octobre 2005, puis à Charterhouse Capital Partners en mai 2007.

## Historique du périodique
Depuis son premier numéro, en 1971, jusqu'en 2008, The Times Higher Education Supplement (THES) est publié sous forme de supplément au journal The Times, auquel il est affilié. Le 10 janvier 2008, il a été relancé en tant que magazine. Il est publié par TES Global, qui, jusqu'en octobre 2005, était une division de News International de Rupert Murdoch.
En 2019, la rumeur a couru qu'Elsevier, déjà partenaire de THE pour établir ses classements d'universités, envisageait de racheter complètement Times Higher Education.
En août 2020, Times Higher Education a annoncé des partenariats avec l'agence de recrutement SI-UK et le fournisseur de logements Casita, marquant ainsi son entrée sur les marchés du recrutement d'étudiants à l'étranger et du logement étudiant.
Le 11 septembre 2020, la société néerlandaise Studyportals a annoncé qu'elle avait signé un accord avec Times Higher Education, en vertu duquel les visiteurs du site Web de Times Higher Education seront dirigés vers la plate-forme de recrutement d'étudiants Studyportals lorsque les étudiants s'intéresseront à des cours dispensés par des universités classées par THE dans son classement mondial des universités.

## Times Higher Education World University Rankings
Ce journal est connu pour son palmarès annuel des universités, publié depuis novembre 2004, le Times Higher Education World University Rankings (Times Higher Education-QS World University Rankings de 2004 à 2009).
Ce classement du Times higher education classe chaque année 1 400 établissements d’enseignement supérieur dans le monde. Les critères que ce classement prétend évaluer sont la qualité de l’enseignement et de la recherche, les citations, le transfert de connaissances vers l’industrie et le rayonnement international.